# Samuel Philip Sadtler
Samuel Philip Sadtler (* 18. Juli 1847 in Pine Grove (Schuylkill County, Pennsylvania); † 20. Dezember 1923 in Philadelphia) war ein US-amerikanischer Chemiker.

## Leben
Er war der Sohn eines lutheranischen Pfarrers und studierte am Pennsylvania College (Abschluss 1867), der Lehigh University und der Yale University (Lawrence Scientific School) mit dem Bachelor-Abschluss 1870. Danach ging er nach Göttingen, wo er bei Friedrich Wöhler studierte und 1871 promoviert wurde. Er lehrte ab 1871 als Professor am Pennsylvania College und von 1874 bis 1891 an der University of Pennsylvania. Danach war er bis zur Emeritierung 1916 Professor am Philadelphia College of Pharmacy. In Philadelphia gründete er die Beratungsfirma für Chemie Samuel P. Sadtler & Son.
1908 war er Mitgründer des American Institute of Chemical Engineers (AIChE) und deren erster Präsident (bis 1909). Die Gesellschaft gründete im selben Jahr ihre Zeitschrift Transactions of the American Institute of Chemical Engineers. Er war auch aktiv in der lutherischen Kirche.

## Schriften
- Chemical Experimentation, being a hand-book of lecture-experiments in inorganic chemistry, Louisville: J. P. Morton 1877
- A hand-book of industrial organic chemistry adapted for the use of manufacturers, chemists, and all interested in the utilization of organic materials in the industrial arts, Philadelphia: Lippincott 1892, 4. Auflage 1912
- mit Virgil Coblentz: A textbook of chemistry intended for the use of pharmaceutical and medical students, Philadelphia: Lippincott, 1895, 4. Auflage 1912